# Ken Kesey
Ken Kesey, nome completo Kenneth Elton Kesey (La Junta, 17 settembre 1935 – Eugene, 10 novembre 2001), è stato uno scrittore statunitense.

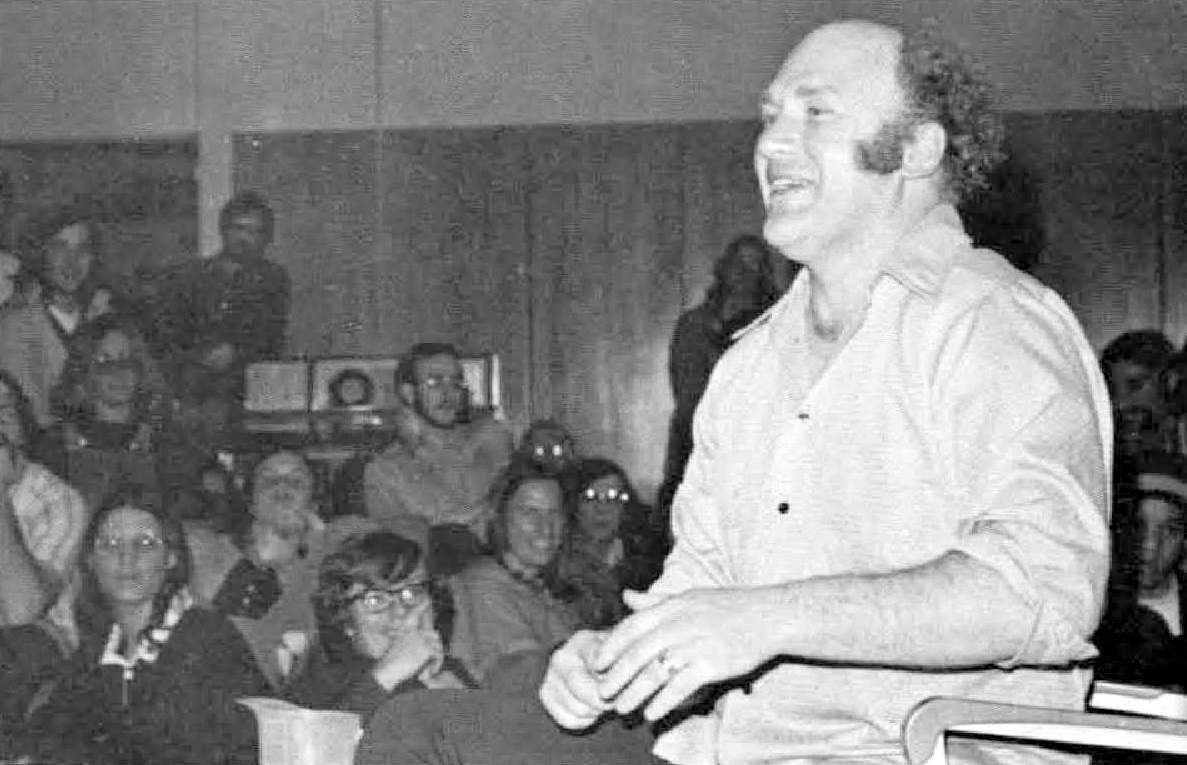
Ken Kesey 1974.

Esponente della controcultura statunitense della seconda metà del secolo scorso, Kesey divenne noto per il romanzo Qualcuno volò sul nido del cuculo (One Flew Over the Cuckoo's Nest, 1962). Reputato da alcuni un trait d'union tra la Beat Generation degli anni cinquanta e la cultura hippie degli anni settanta, in un'intervista radiofonica rilasciata nel 1999 affermò a tal proposito: «Ero troppo giovane per essere un beatnik, ma troppo vecchio per essere un hippie».

## Biografia
Ken Kesey nacque a La Junta, in Colorado. Ancora giovane, nel 1946, si trasferì con la sua famiglia a Springfield, in Oregon. Fu campione di lotta sia alla high school che al college, stava per essere ingaggiato nel team olimpico, ma un grave infortunio alla spalla fermò la sua carriera da lottatore. Il giovane Kesey era un avido lettore e un amante dei film, i suoi modelli sono stati John Wayne, Edgar Rice Burroughs e Zane Grey, inoltre gli piaceva giocare con la magia, con la ventriloquia e l'ipnotismo. 
Si sposò con la sua fidanzata dei tempi della high school, Faye Haxby, proprio prima di iniziare il college ed il matrimonio durò fino alla morte di Kesey, all'età di 66 anni. La coppia ebbe tre figli, Jed, Zane e Shannon. Kesey però più avanti, con il consenso di Faye, ebbe anche un'altra figlia, Sunshine Kesey, dalla compagna Carolyne Adams, una dei componenti dei Merry Pranksters. Kesey frequentò la Scuola di Giornalismo all'Università dell'Oregon, dove ottenne la laurea in eloquenza e comunicazione nel 1957.

### Sperimentazione di sostanze psicoattive
Nel 1959 all'Università di Stanford Ken Kesey prese volontariamente parte ad uno studio sulle sostanze psicoattive finanziato dalla CIA, noto con il nome di MKULTRA. Queste sostanze includevano LSD, mescalina, psilocibina, cocaina e DMT. Kesey scrisse resoconti molto dettagliati su quest'esperienza, sia durante lo studio vero e proprio, sia negli anni in cui proseguì privatamente la sperimentazione. Il suo ruolo di cavia lo ispirò nel redigere il romanzo Qualcuno volò sul nido del cuculo nel 1962. Il successo ottenuto con questo suo libro e la vendita della sua abitazione a Stanford gli permisero di trasferirsi a La Honda, in California, vicino a San Francisco. Spesso organizzava insieme agli amici delle feste, soprannominate "Acid Tests", durante le quali gli invitati assumevano LSD in un'ambientazione psichedelica con musica dei Grateful Dead, il gruppo preferito dell'autore, pareti fluorescenti e luci stroboscopiche . Queste feste sono descritte in alcune poesie di Allen Ginsberg e nei libri The Electric Kool-Aid Acid Test di Tom Wolfe e Hell's Angels di Hunter S. Thompson.

### Qualcuno volò sul nido del cuculo
Per la stesura di Qualcuno volò sul nido del cuculo Kesey trasse ispirazione dalla sua esperienza nell'ospedale dei veterani di Menlo Park. Qui Kesey passò molto tempo a parlare con i pazienti, a volte sotto l'effetto delle droghe psicoattive che aveva volontariamente deciso di testare. Egli riteneva che questi pazienti non fossero "pazzi", bensì individui rifiutati dalla società perché non conformi agli stereotipi convenzionali di comportamento e pensiero.
Qualcuno volò sul nido del cuculo  ebbe un successo immediato. Ne furono poi elaborate sia una versione teatrale che una cinematografica, quest'ultima diretta da Miloš Forman. Kesey, inizialmente coinvolto nella lavorazione del film, rinunciò nel giro di due settimane. Disse di non aver nemmeno mai visto la pellicola perché vi fu una diatriba riguardo alla somma di $20,000 con cui fu inizialmente ricompensato per i diritti della sua opera. Inoltre non condivise la scelta di non far narrare la vicenda dal Capo Bromden, come avviene invece nel libro.

### Sometimes a Great Notion(A volte una bella pensata)

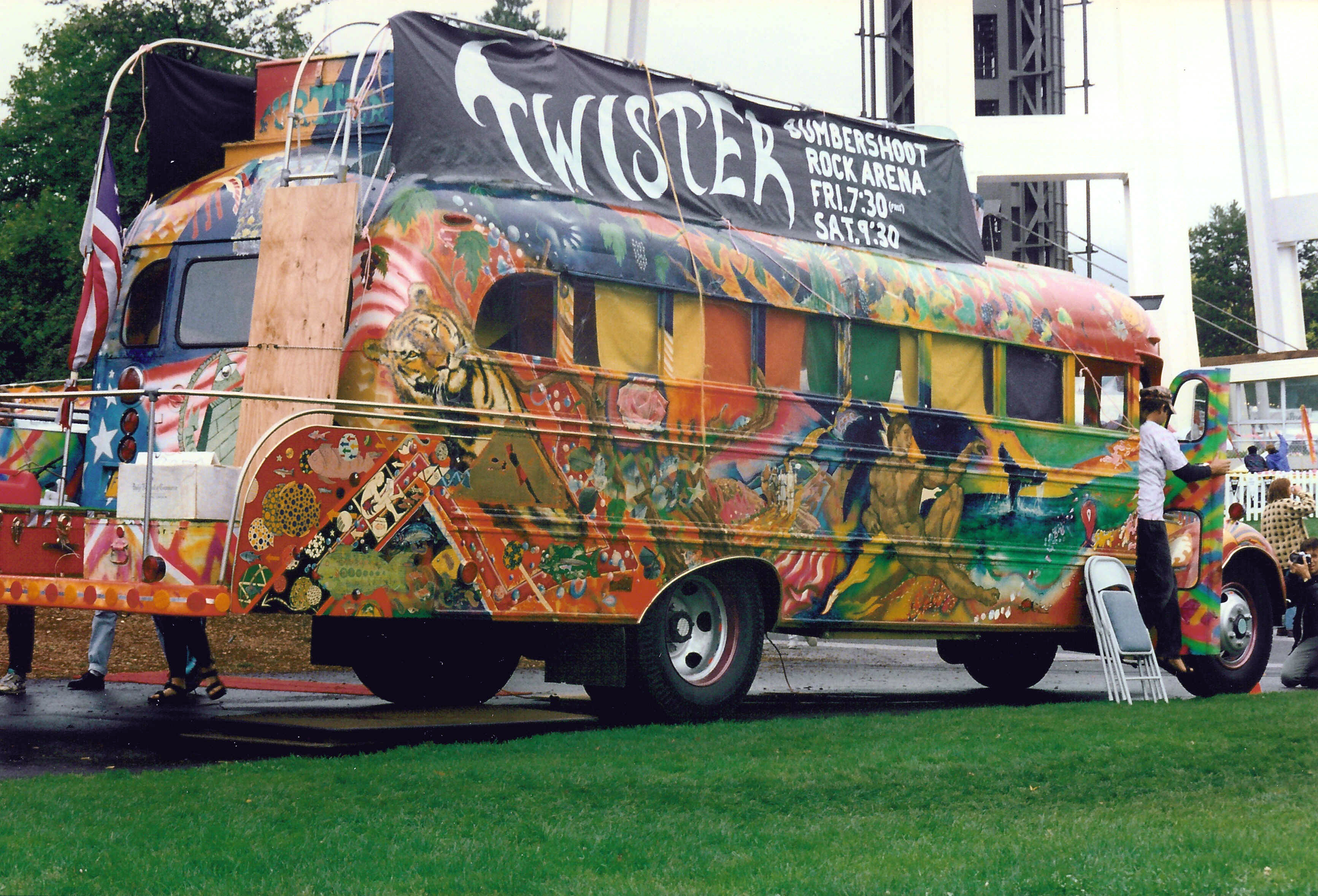
Il bus dei Merry Pranksters

Quando la pubblicazione di A volte una bella pensata nel 1964 richiese la presenza di Kesey a New York, questi e i Merry Pranksters iniziarono un viaggio attraverso gli USA con uno scuolabus chiamato Furthur o Further. Questo viaggio, descritto in The Electric Kool-Aid Acid Test di Tom Wolfe e in The Further Inquiry di Kesey stesso, era un vero e proprio tentativo di fuga dalla routine quotidiana.
Una volta a New York, Neal Cassady, uno dei compagni di viaggio dell'autore presentò Kesey a Jack Kerouac e ad Allen Ginsberg, il quale a sua volta gli fece conoscere Timothy Leary. Di A volte una bella pensata fu elaborata una versione cinematografica nel 1971 con Paul Newman, che fu nominato per due Academy Awards. Fu anche il primo film trasmesso dalla nuova rete televisiva della Pennsylvania HBO nel 1972.

### Maturità
Kesey fu arrestato per il possesso di marijuana nel 1966. Disse di aver ricevuto il consiglio di evadere durante una seduta spiritica. Nel tentativo di seminare la polizia, finse di essersi suicidato, facendo lasciare il mezzo dei Merry Pranksters su una strada affacciata su una scogliera vicino ad Eureka (California) con tanto di ultimo messaggio che diceva Ocean Ocean I'll beat you in the end. ("Oceano Oceano alla fine mi scontro con te"). Kesey passò poi in Messico, nascosto nel baule dell'automobile di un amico, stratagemma intenzionalmente ingenuo. Quando successivamente tornò negli USA, venne arrestato e imprigionato per cinque mesi. Una volta rilasciato, tornò alla fattoria di famiglia nell'Oregon, a Pleasant Hill, nella Willamette Valley, dove avrebbe poi trascorso il resto della sua vita. In quest'ultimo periodo scrisse molti articoli, libri (anche raccolte di suoi articoli) e racconti brevi.
Nel 1997 Kesey riunì i Merry Pranksters ad un concerto dei Phish durante l'esecuzione della canzone Colonel Forbin's Ascent. Questa fu una delle sue ultime apparizioni in pubblico. Kesey morì il 10 novembre 2001 di tumore.

## Opere principali
- Qualcuno volò sul nido del cuculo (One flew over the cuckoo's nest, New York, Viking, 1962), Rizzoli, 1976.
- A volte una bella pensata (Sometimes a great notion, New York, Viking, 1964), Black Coffee, 2021, ISBN 978-88-94-83341-6.
- Kesey's garage sale, New York, Viking, 1972.
- Demon box, New York, Penguin, 1986.
- Caverns, New York, Penguin, 1990.
- The further inquiry, New York, Viking, 1990 - Sceneggiatura
- Sailor song (New York, Viking, Penguin, 1992), Rizzoli, 1993, ISBN 88-17-66404-9.
- Last go round, New York, Viking, 1994 (con Ken Babbs).
- Twister, New York, Viking, 1999.